# Planitiae di Titano
Segue una lista delle planitiae presenti sulla superficie di Titano. La nomenclatura di Titano è regolata dall'Unione Astronomica Internazionale; la lista contiene solo formazioni esogeologiche ufficialmente riconosciute da tale istituzione.
Le planitiae di Titano portano i nomi di pianeti dell'universo immaginario del ciclo di Dune.

## Prospetto
| Planitia          | Eponimo                                                                                  | Latitudine | Longitudine | Diametro  |
| ----------------- | ---------------------------------------------------------------------------------------- | ---------- | ----------- | --------- |
| Arrakis Planitia  | Arrakis - Il pianeta dove si svolge la maggior parte del ciclo.                          | 78,4° S    | 117° W      | 337,4 km  |
| Buzzell Planitia  | Buzzell - Il pianeta quasi interamente oceanico usato come luogo di detenzione.          | 66,3° S    | 97,3° E     | 870 km    |
| Caladan Planitia  | Caladan - Il pianeta originario della Casa Atreides.                                     | 31° N      | 134° E      | 2800 km   |
| Chusuk Planitia   | Chusuk - Il pianeta detto musicale per la qualità degli strumenti ivi prodotti.          | 5° S       | 23,5° W     | 125 km    |
| Giedi Planitia    | Giedi Primo - Il pianeta originario della Casa Harkonnen.                                | 5,22° N    | 2,98° E     | 303,26 km |
| Hagal Planitia    | Hagal - Il pianeta dei gioielli le cui miniere vengono sfruttate all'epoca di Shaddam I. | 60,59° S   | 15,05° E    | 435 km    |
| Poritrin Planitia | Poritrin - Il pianeta considerato d'origine da molti Zensunni.                           | 48° N      | 24° W       | 1900 km   |
| Romo Planitia     | Romo - Il pianeta dove viene avvelenato il fratello minore di Miles Teg.                 | 82,79° S   | 159,04° E   | 400 km    |
| Rossak Planitia   | Rossak - Il pianeta dova ha origine l'ordine di Bene Gesserit.                           | 71,04° S   | 5° E        | 512 km    |
| Xuttah Planitia   | Xuttah - Il pianeta che fornisce tecnologia avanzata all'Impero.                         | 10,60° N   | 167,69° W   | 18 km     |